# Canis
Pour l’article ayant un titre homophone, voir Kanis.
Pour les articles homonymes, voir Canis (homonymie).
Genre
Canis est un genre de mammifères carnivores de la famille des Canidés qui regroupe les chiens, les dingos, la plupart des loups, les coyotes et les chacals. Il est, comme tous les Canidés, pourvu d'un excellent odorat. Ses pupilles sont rondes.
La classification ou le statut de certaines populations est encore incertain car les Canidés forment une famille biologique qui n'a évolué que récemment et des croisements fertiles ont eu lieu et se perpétuent encore entre certaines espèces du genre Canis, compliquant d'autant plus les recherches faites sur les différents groupes dans ce taxon, dont l'histoire est également difficile à retracer tant les vestiges sont délicats à différencier,. Par exemple, certaines espèces encore récemment incluses dans le genre Canis sont désormais considérées former un genre distinct, Lupulella,.

## Taxinomie et systématique
Le genre compte six espèces actuelles (selon ITIS) :
| Espèce (nom binominal, nom vernaculaire et auteur)       | Répartition géographique | Statut UICN mondial | Tendance de la population | Image |
| -------------------------------------------------------- | ------------------------ | ------------------- | ------------------------- | ----- |
| Lupulella adusta (Chacal à flancs rayés) Sundevall, 1847 |                          | (LC)                | en stagnation             |       |
| Canis aureus (Chacal doré) Linnaeus, 1758                |                          | (LC)                | en augmentation           |       |
| Canis latrans (Coyote) Say, 1823                         |                          | (LC)                | en augmentation           |       |
| Canis lupus (Loup gris) Linnaeus, 1758                   |                          | (LC)                | en stagnation             |       |
| Lupulella mesomelas (Chacal à chabraque) Schreber, 1775  |                          | (LC)                | en stagnation             |       |
| Canis simensis (Loup d'Abyssinie) Rüppell, 1840          |                          | (EN)                | en diminution             |       |

Auquel on peut ajouter quatre espèces au statut discuté :
| Espèce (nom binominal, nom vernaculaire et auteur)                              | Répartition géographique | Statut UICN mondial | Tendance de la population | Image |
| ------------------------------------------------------------------------------- | ------------------------ | ------------------- | ------------------------- | ----- |
| Canis himalayensis (Loup d'Himalaya) Aggarwal, Kivisild, Ramadevi & Singh, 2007 |                          | NE                  | Inconnue                  |       |
| Canis indica (Loup des Indes) Aggarwal, Kivisild, Ramadevi & Singh, 2007        |                          | NE                  | Inconnue                  |       |
| Canis lycaon (Loup de l'Est) Schreber, 1775                                     |                          | NE                  | Inconnue                  |       |
| Canis rufus (Loup rouge) Audubon & Bachman, 1851                                |                          | (CR)                | en augmentation           |       |

Et peut-être 52 espèces fossiles :
| Espèce (nom binominal, nom vernaculaire et auteur)        | Répartition géographique | Statut UICN mondial | Tendance de la population | Image |
| --------------------------------------------------------- | ------------------------ | ------------------- | ------------------------- | ----- |
| Canis acutus Ameghino, 1887 †                             |                          | NE                  | Fossile                   |       |
| Canis adoxus Martin, 1973 †                               |                          | NE                  | Fossile                   |       |
| Canis ameghinoi (Trouessart, 1904) †                      |                          | NE                  | Fossile                   |       |
| Canis antiquus Laurillard, 1843 †                         |                          | NE                  | Fossile                   |       |
| Canis antonii Zdansky, 1924 †                             |                          | NE                  | Fossile                   |       |
| Canis apolloniensis (en) Koufos & Kostopoulos, 1997 †     |                          | NE                  | Fossile                   |       |
| Canis armbrusteri Gidley, 1913 †                          |                          | NE                  | Fossile                   |       |
| Canis arnensis Del Campana (d), 1913 †                    |                          | NE                  | Fossile                   |       |
| Canis atrox Broom, 1948 †                                 |                          | NE                  | Fossile                   |       |
| Canis avus Burmeister, 1866 †                             |                          | NE                  | Fossile                   |       |
| Canis borjgali Bartolini-Lucenti (d) et al., 2020 †       |                          | NE                  | Fossile                   |       |
| Canis brachypus Cope, 1881 †                              |                          | NE                  | Fossile                   |       |
| Canis brevirostris Barry, 1987 †                          |                          | NE                  | Fossile                   |       |
| Canis cautleyi Bose (d), 1880 †                           |                          | NE                  | Fossile                   |       |
| Canis cedazoensis Mooser & Dalquest, 1975 †               |                          | NE                  | Fossile                   |       |
| Canis chiliensis Zdansky, 1924 †                          |                          | NE                  | Fossile                   |       |
| Canis cipio Crusafont-Pairó, 1950 †                       |                          | NE                  | Fossile                   |       |
| Canis dirus (Chien terrible) Leidy, 1858 †                |                          | NE                  | Fossile                   |       |
| Canis donnezani (Depéret, 1890 †)                         |                          | NE                  | Fossile                   |       |
| Canis edwardii Gazin (en), 1942 †                         |                          | NE                  | Fossile                   |       |
| Canis etruscus Major, 1877 †                              |                          | NE                  | Fossile                   |       |
| Canis falconeri Major, 1877 †                             |                          | NE                  | Fossile                   |       |
| Canis feneus Tedford, Wang & Taylor (d), 2009 †           |                          | NE                  | Fossile                   |       |
| Canis ferox Miller & Carranza-Castaneda, 1998 †           |                          | NE                  | Fossile                   |       |
| Canis gezi Kraglievich (d), 1928 †                        |                          | NE                  | Fossile                   |       |
| Canis khomenkoi Bogachev (d), 1938                        |                          | NE                  | Fossile                   |       |
| Canis kronstadtensis Toula (d), 1909 †                    |                          | NE                  | Fossile                   |       |
| Canis kuruksaensis Sotnikova, 1989 †                      |                          | NE                  | Fossile                   |       |
| Canis lepophagus Johnston, 1938 †                         |                          | NE                  | Fossile                   |       |
| Canis majori Del Campana (d), 1913 †                      |                          | NE                  | Fossile                   |       |
| Canis medius Blainville, 1843 †                           |                          | NE                  | Fossile                   |       |
| Canis michauxi Martin, 1973 †                             |                          | NE                  | Fossile                   |       |
| Canis morenis Lydekker, 1894 †                            |                          | NE                  | Fossile                   |       |
| Canis mosbachensis (Loup de Mosbach) Soergel (de), 1925 † |                          | NE                  | Fossile                   |       |
| Canis nehringi Ameghino, 1902 †                           |                          | NE                  | Fossile                   |       |
| Canis neschersensis Blainville, 1843 †                    |                          | NE                  | Fossile                   |       |
| Canis palaeoplatensis Ameghino, 1891 †                    |                          | NE                  | Fossile                   |       |
| Canis palmidens Teilhard de Chardin & Piveteau, 1930 †    |                          | NE                  | Fossile                   |       |
| Canis petenyi Kormos, 1911 †                              |                          | NE                  | Fossile                   |       |
| Canis primigenius Lankester, 1864 †                       |                          | NE                  | Fossile                   |       |
| Canis protoplatensis Ameghino, 1902 †                     |                          | NE                  | Fossile                   |       |
| Canis robustus (Ameghino, 1889) †                         |                          | NE                  | Fossile                   |       |
| ?Canis spelaeus Goldfuss, 1823 †                          |                          | NE                  | Fossile                   |       |
| Canis strandi Kormos, 1933 †                              |                          | NE                  | Fossile                   |       |
| Canis suessi (Woldřich (d), 1879 †                        |                          | NE                  | Fossile                   |       |
| Canis terblanchei Broom, 1946 †                           |                          | NE                  | Fossile                   |       |
| Canis thooides Hilzheimer, 1906 †                         |                          | NE                  | Fossile                   |       |
| Canis ursinus Cope, 1875 †                                |                          | NE                  | Fossile                   |       |
| Canis variabilis Wied-Neuwied, 1841 †                     |                          | NE                  | Fossile                   |       |
| Canis velaunus (Aymard, 1846) †                           |                          | NE                  | Fossile                   |       |
| Canis volgensis Pavlova, 1931 †                           |                          | NE                  | Fossile                   |       |
| Canis yuanmoensis You & Qi, 1973 †                        |                          | NE                  | Fossile                   |       |

### Les espèces discutées
Les études génétiques réalisées au XXIe siècle confirment que le Loup de l'Est serait bien une espèce du Nouveau Monde (Canis lycaon) à part entière, ainsi qu'il était classé autrefois, et non pas une sous-espèce (Canis lupus lycaon) du Loup gris comme on l'a suggéré par la suite.
Canis himalayensis Aggarwal, Kivisild, Ramadevi & Singh, 2007 et Canis indica Aggarwal, Kivisild, Ramadevi & Singh, 2007 sont des taxons qui ont été créés en 2007.
Les chacals d'Afrique orientale et australe (chacal à flanc rayé ex-Canis adustus et chacal à chabraques ex-Canus mesomelas) sont désormais considérés comme faisant partie d'un genre distinct, Lupulella,.

## Liste des espèces et sous-espèces
Selon Catalogue of Life (11 juillet 2014) et ITIS (11 juillet 2014) :
- Canis adustus Sundevall, 1847
- Canis aureus Linnaeus, 1758
- Canis latrans Say, 1823
- Canis lupus Linnaeus, 1758
- Canis mesomelas Schreber, 1775
- Canis simensis Rüppell, 1840

Selon Mammal Species of the World (version 3, 2005)  (11 juillet 2014) :
- Canis adustus
  - sous-espèce Canis adustus adustus
  - sous-espèce Canis adustus bweha
  - sous-espèce Canis adustus grayi
  - sous-espèce Canis adustus kaffensis
  - sous-espèce Canis adustus lateralis
  - sous-espèce Canis adustus notatus
- Canis aureus
  - sous-espèce Canis aureus algirensis
  - sous-espèce Canis aureus anthus
  - sous-espèce Canis aureus aureus
  - sous-espèce Canis aureus bea
  - sous-espèce Canis aureus cruesemanni
  - sous-espèce Canis aureus ecsedensis
  - sous-espèce Canis aureus indicus
  - sous-espèce Canis aureus lupaster
  - sous-espèce Canis aureus moreotica
  - sous-espèce Canis aureus naria
  - sous-espèce Canis aureus riparius
  - sous-espèce Canis aureus soudanicus
  - sous-espèce Canis aureus syriacus
- Canis latrans
  - sous-espèce Canis latrans cagottis
  - sous-espèce Canis latrans clepticus
  - sous-espèce Canis latrans dickeyi
  - sous-espèce Canis latrans frustror
  - sous-espèce Canis latrans goldmani
  - sous-espèce Canis latrans hondurensis
  - sous-espèce Canis latrans impavidus
  - sous-espèce Canis latrans incolatus
  - sous-espèce Canis latrans jamesi
  - sous-espèce Canis latrans latrans
  - sous-espèce Canis latrans lestes
  - sous-espèce Canis latrans mearnsi
  - sous-espèce Canis latrans microdon
  - sous-espèce Canis latrans ochropus
  - sous-espèce Canis latrans peninsulae
  - sous-espèce Canis latrans texensis
  - sous-espèce Canis latrans thamnos
  - sous-espèce Canis latrans umpquensis
  - sous-espèce Canis latrans vigilis
- Canis lupus
  - sous-espèce Canis lupus albus
  - sous-espèce Canis lupus alces
  - sous-espèce Canis lupus arabs
  - sous-espèce Canis lupus arctos
  - sous-espèce Canis lupus baileyi
  - sous-espèce Canis lupus beothucus
  - sous-espèce Canis lupus bernardi
  - sous-espèce Canis lupus campestris
  - sous-espèce Canis lupus chanco
  - sous-espèce Canis lupus columbianus
  - sous-espèce Canis lupus crassodon
  - sous-espèce Canis lupus dingo
  - sous-espèce Canis lupus familiaris
  - sous-espèce Canis lupus floridanus
  - sous-espèce Canis lupus fuscus
  - sous-espèce Canis lupus gregoryi
  - sous-espèce Canis lupus griseoalbus
  - sous-espèce Canis lupus hattai
  - sous-espèce Canis lupus hodophilax
  - sous-espèce Canis lupus hudsonicus
  - sous-espèce Canis lupus irremotus
  - sous-espèce Canis lupus labradorius
  - sous-espèce Canis lupus ligoni
  - sous-espèce Canis lupus lupus
  - sous-espèce Canis lupus lycaon
  - sous-espèce Canis lupus mackenzii
  - sous-espèce Canis lupus manningi
  - sous-espèce Canis lupus mogollonensis
  - sous-espèce Canis lupus monstrabilis
  - sous-espèce Canis lupus nubilus
  - sous-espèce Canis lupus occidentalis
  - sous-espèce Canis lupus orion
  - sous-espèce Canis lupus pallipes
  - sous-espèce Canis lupus pambasileus
  - sous-espèce Canis lupus rufus
  - sous-espèce Canis lupus tundrarum
  - sous-espèce Canis lupus youngi
- Canis mesomelas
  - sous-espèce Canis mesomelas mesomelas
  - sous-espèce Canis mesomelas schmidti
- Canis simensis
  - sous-espèce Canis simensis citernii
  - sous-espèce Canis simensis simensis

Selon NCBI (11 juillet 2014) :
- Canis adustus
- Canis aureus
- sous-espèce Canis himalayensis
- sous-espèce Canis indica
- Canis latrans
- Canis lupus
  - sous-espèce Canis lupus arctos
  - sous-espèce Canis lupus baileyi
  - sous-espèce Canis lupus campestris
  - sous-espèce Canis lupus chanco
  - sous-espèce Canis lupus desertorum
  - sous-espèce Canis lupus dingo
  - sous-espèce Canis lupus familiaris
  - sous-espèce Canis lupus hattai
  - sous-espèce Canis lupus hodophilax
  - sous-espèce Canis lupus labradorius
  - sous-espèce Canis lupus laniger
  - sous-espèce Canis lupus lupaster
  - sous-espèce Canis lupus lupus
  - sous-espèce Canis lupus mogollonensis
  - sous-espèce Canis lupus pallipes
  - sous-espèce Canis lupus signatus
  - sous-espèce Canis lupus × Canis lupus familiaris
- Canis lycaon
- Canis mesomelas
  - sous-espèce Canis mesomelas elongae
- Canis rufus
- Canis simensis

Selon Paleobiology Database (7 novembre 2023) :
- Canis (Epicyon)
- Canis accitanus
- Canis adoxus
- Canis apolloniensis
- Canis armbrusteri
- Canis arnensis
- Canis aureus
- Canis borjgali
- Canis cana
- Canis cedazoensis
- Canis ceylonicus
- Canis chihliensis
- Canis cipio
- Canis culpaeus
- Canis dingo
- Canis edwardii
- Canis etruscus
- Canis familiaris
- Canis feneus
- Canis geismarianus
- Canis gezi
- Canis hewitti
- Canis incertus
- Canis latidentatus
- Canis latrans
- Canis lepophagus
- Canis longdanensis
- Canis lupaster
- Canis lupus
- Canis lydekkeri
- Canis megamastoides
- Canis michauxi
- Canis monticinensis
- Canis mosbachensis
- Canis osorum
- Canis othmanii
- Canis palaeoplatensis
- Canis palmidens
- Canis proplatensis
- Canis rufus
- Canis sechurae
- Canis senezensis
- Canis simensis
- Canis tarijensis
- Canis teilhardi
- Canis thooides
- Canis troglodytes
- Canis variabilis
- Canis vetulus
- Nyctereutes terblanchei